# 沖 (雑誌)
「沖」（おき）は、俳誌。1970年10月、千葉県市川市から能村登四郎主宰、林翔編集で創刊。師系・水原秋桜子。誌名は登四郎の代表作「火を焚くや枯野の沖を誰か過ぐ」による。伝統に根ざした新しさを目指し、実作と論評の両輪で活動。また新人育成に力を入れ多数の若手俳人を輩出している。2001年4月より登四郎の息子能村研三が主宰を継承（登四郎は同年5月に死去）。2012年に通巻500号を達成。

## 主な参加者
括弧内は各自の主宰誌。退会者なども含む。
- 今瀬剛一（「対岸」）
- 大牧広（「港」）
- 小澤克己（「遠嶺」）
- 鎌倉佐弓
- 鈴木鷹夫（「門」）
- 筑紫磐井
- 中嶋秀子（「響」）
- 中原道夫（「銀化」）
- 林翔
- 広渡敬雄
- 福永耕二
- 正木ゆう子